# ヤーコブ・ヘルマン・クナップ

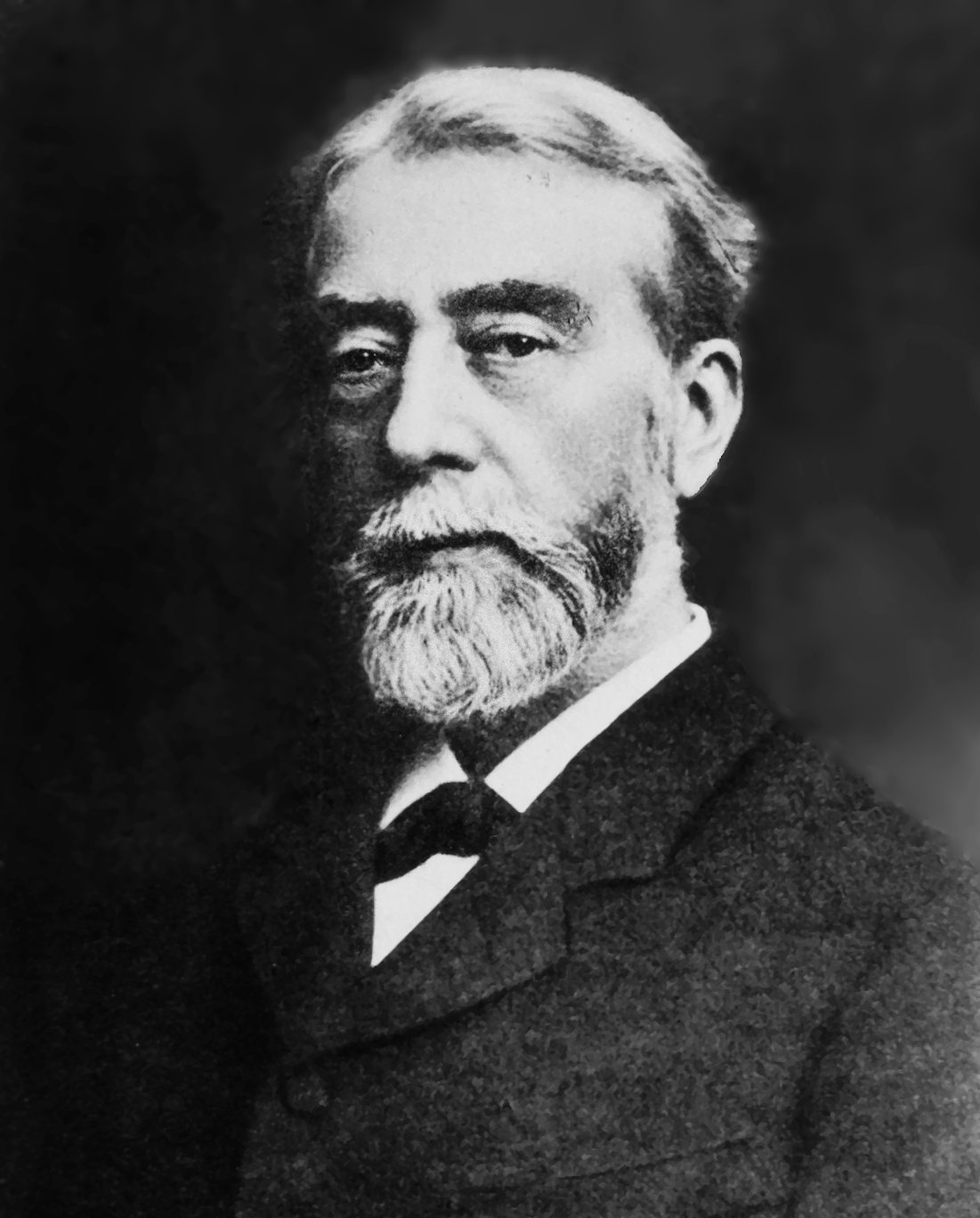
ヤーコブ・ヘルマン・クナップ

ヤーコブ・ヘルマン・クナップ（Jacob Hermann Knapp、1832年3月17日 - 1911年4月30日）はドイツ生まれで、後にアメリカ合衆国で働いた医学者である、眼科、耳鼻科を専門とした。

## 略歴
ナッサウ公国のDauborn（現在のHünfeldenの一部）で生まれた。1854年にギーセン大学で、医学号を得た後、オランダのユトレヒト軍医学校の眼科学者であるドンデルスやロンドンのウィリアム・ボーマン（William Bowman）、ベルリンのアルブレヒト・フォン・グレーフェ、ハイデルベルク大学のヘルマン・フォン・ヘルムホルツのもとで学んだ。1860年から1868年の間はハイデルベルク大学の眼科学の教授を務めた。
アメリカ合衆国のニューヨークに移住し、外科医として働いた。1869年にニューヨークに研究所（New York Ophthalmic and Aural Institute1：1913年から1939年の間、ヘルマン・クナップ記念病院と呼ばれた）を設置し、1882年からニューヨーク大学メディカル・カレッジの教授に任じられた。1888年からコロンビア大学医学院の教授を務め、1902年に名誉教授となった。
1869年にハイデルベルク大学の耳鼻科の教授、モース（Salomon Moos）と、国際的な学術誌、"Archives of Ophthalmology and Otology" を創刊した。この雑誌は英語版がニューヨークで、ドイツ語版がドイツで発行された。1878年に眼科の雑誌と耳鼻科の雑誌に分けられた。
医学の分野で、網膜色素線条症（ "Knapp streaks"または"angioid streaks”）、「ナップトラコーマ鉗子」("Knapp trachoma forceps")などにクナップの名前が残されている。

## 著作
- "Curvature of the Cornea of the Human Eye" (ドイツ語: Die Krümmung der Hornhaut des menschlichen Auges, Heidelberg, 1859)
- "Intraocular Tumors" (Karlsruhe, 1868), New York", 1869)
- "Cocaine and its Use in Ophthalmic and General Surgery" (New York, 1885)
- "Investigations on Fermentation, Putrefaction, and Suppuration" (1886)
- "Cataract Extraction without Iridectomy" (1887)
- "A Series of One Thousand Successive Cases of Cataract Extraction without Iridectomy" (1887).